# Francesc Brosa i Casanovas
Francesc Brosa i Casanovas (Barcelona, 1834 - 22 de març de 1899) fou un mestre d'obres, constructor i propietari català.

## Biografia
Era fill de Francesc Brosa i Mauri (1799‒1864), asserrador i magatzemista de fustes, i de Teresa Casanovas i Moragas (1806-1859). La família Brosa provenia de Castellterçol, i al segle xviii ja vivien a la plaça de Santa Maria del Mar de Barcelona.
Obtingué el títol de mestre d'obres a Barcelona el 18 de febrer de 1854. Mesos després, el 16 de gener de 1855, fou nomenat ajudant de l'Escola de Mestres d'Obres, on l'arquitecte Elies Rogent i Amat n'era professor i amb qui aviat comencaria una relació estreta, ja que el 23 de març de 1861 es casà amb la seva germana menor, Josepa Rogent i Amat, amb la que tindria una filla, Josepa (1862-1873), però ambdues moriren aviat: la filla d'una tuberculosi pulmonar, i Francesc es quedà sol. El 21 de juliol de 1875 es va tornar a casar, aquesta vegada amb Catalina Marroig i Marroig, natural de Mallorca, amb qui tindria cinc fills: Antònia, Teresa, Francesc, Josepa (Pepita) i Mercè.
La seva activitat professional fou intensa, amb obres particulars a Gràcia, Sant Gervasi, Sarrià, Passeig de Gràcia, 49 o la Casa Bandera a la Ronda de la Universitat, 23. Entre 1877 i 1882, projectà quatre edificis per a l'indià Agustín Goytisolo Lezarzaburu al carrer de Pelai, 8 al 16, al solar de l'antiga fàbrica Bonaplata, Vilaregut, Rull i Cia.
Francesc adquirí un solar gran a l'illa 23 de l'Eixample al carrer de Sepúlveda xamfrà amb el de Casanovas, on el 1863 va construir una casa amb planta baixa i quatre pisos a l'actual núm. 172 (la resta quedà inicialment com a jardí), projectada per Elies Rogent amb petites finestres d'estil neoromànic a les golfes.

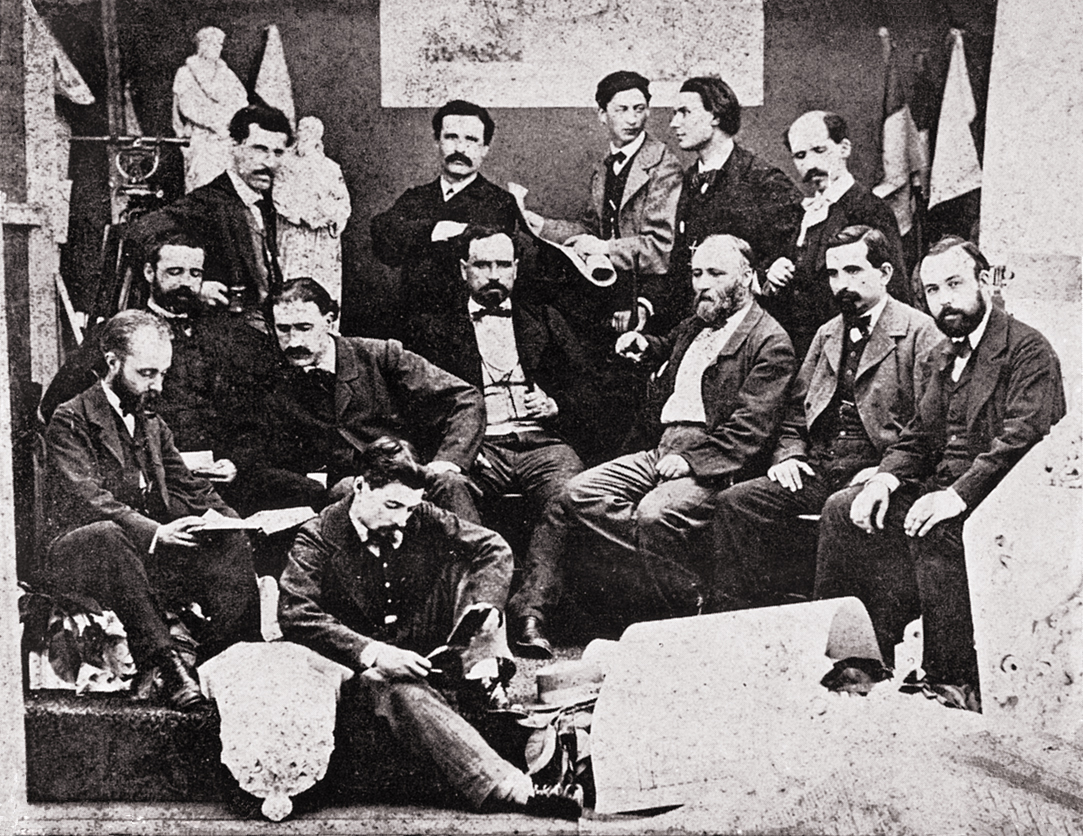
Foto històrica d'A. Sala (23 de juliol de 1865), on apareix Elies Rogentenvoltat dels seus col·laboradors; Francesc Brosa és el primer de la dreta, assegut

Francesc col·laborà amb ell en la construcció de l'edifici històric de la Universitat de Barcelona, així com en la reconstrucció del Monestir de Ripoll. L'any 1886 va construir el seu panteó familiar al Cementiri de Montjuïc, inaugurat tres anys abans, on va fer portar les restes dels avantpassats de les famílies Brosa, Casanovas i Marroig.
La seva activitat com a propietari augmentà amb el pas dels anys, tot adquirint terrenys a l'Eixample, al costat de la Diagonal. També un mas de començaments del segle xvii als afores de Tiana, al costat de l'Ermita de la Mare de Déu de l'Alegria, que convertiria en una torre d'estiueig (Can Brosa), lloc de trobades familiars amb els Marroig, els Albanell, els Segalà, els Mas i els Palau.
Elies Rogent morí el 21 de febrer de 1897, i a la processó des de l'església de Betlem fins al cementir, estaven representades totes les forces vives de la ciutat. Juntament amb les autoritats acadèmiques, Francesc Brosa sostenia una de les gases del fèretre en representació de la família. Morí dos anys més tard, el 22 de març de 1899, a l'edat de 65 anys i a causa d'una oclusió intestinal, a la seva casa del carrer de Pelai, 52.

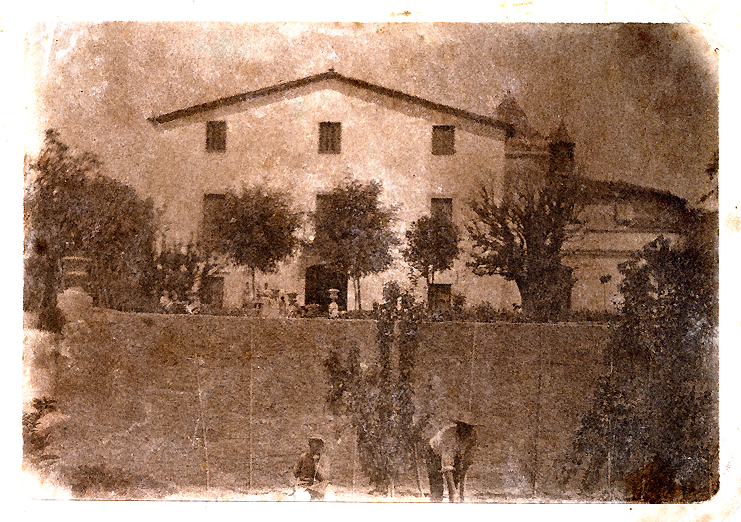
Can Brosa a Tiana
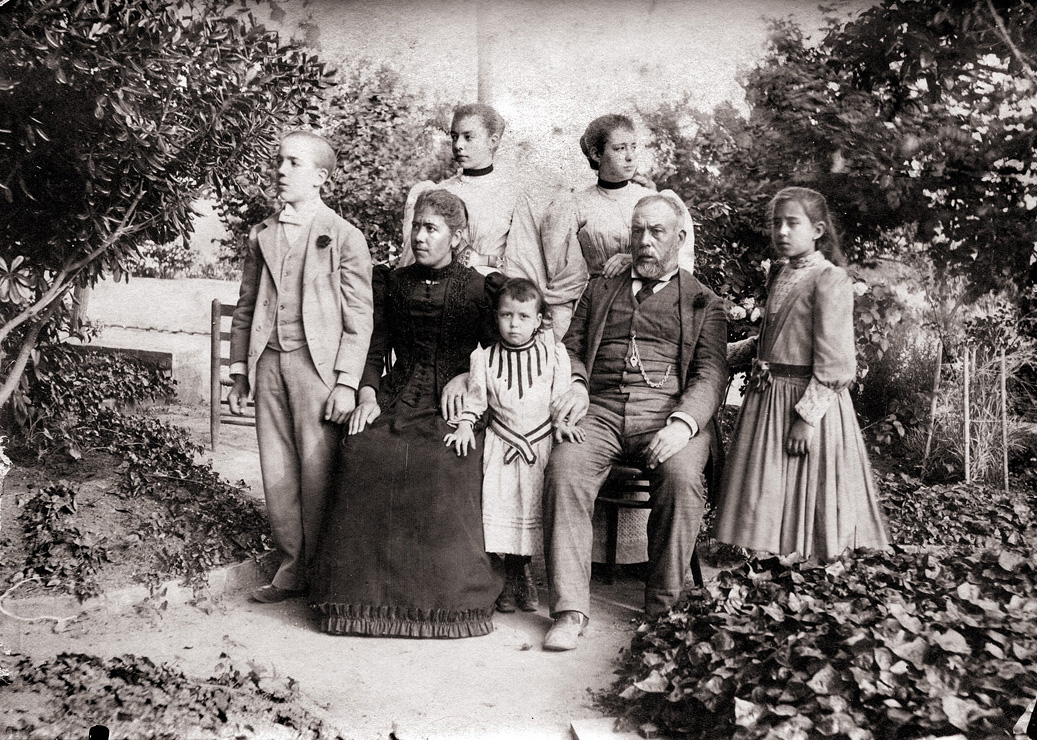
Francesc Brosa i Casanovas, al jardí de la casa de Tiana, amb la seva dona i els seus cinc fills
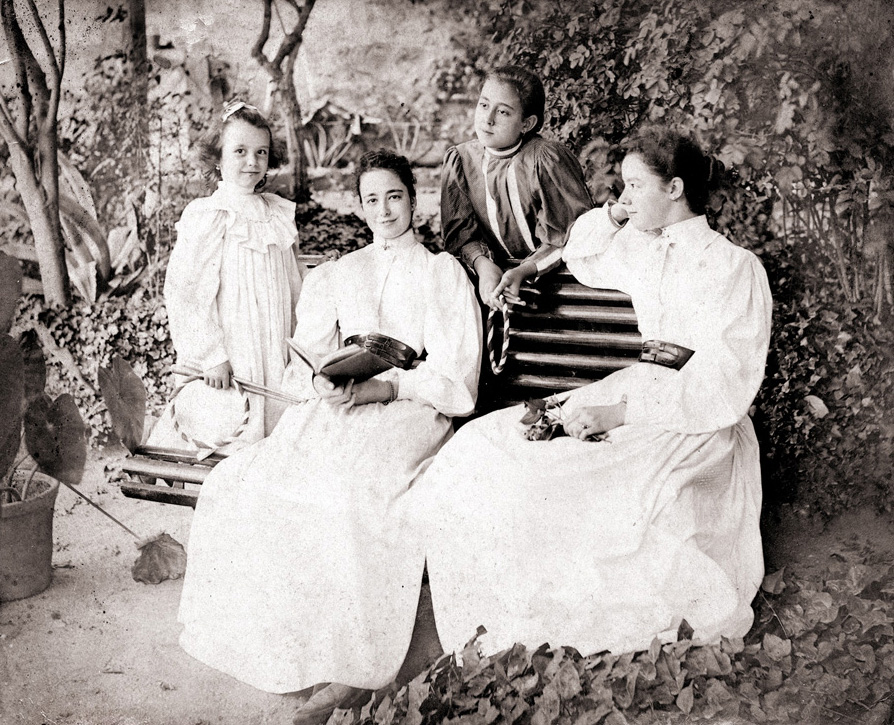
Les quatre filles de Francesc Brosa i Casanovas, al jardí de la casa de Tiana (1896). D'esquerra a dreta: Mercè, Antònia, Pepita i Teresa
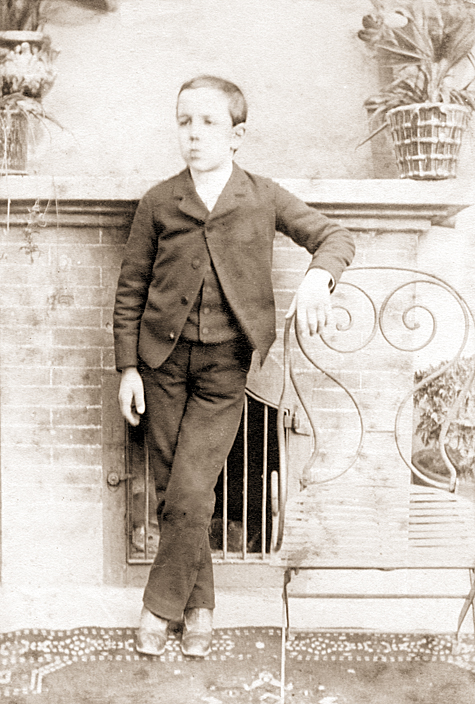
Francesc Brosa i Marroig (1888)